# تازیانه غیرت
تازیانه غیرت نام یکی از مطبوعات استان فارس در دوران قاجاریه است.
این روزنامه از سال ۱۳۳۳ هـ.ق به وسیله منکو قاآن ذوالخیر، در شیراز به چاپ رسیده است.